# مرشد الشبرمي
مرشد الشبرمي واسمه الكامل مرشد بن سالم بن مانع الشبرمي التميمي «راعي سميراء» و «راعي قصقيص» هو فارس وأمير إمارة الشبارمة في سميراء الواقعة في منطقة الجبلين، ولهذا الفارس الأمير صيت في نجد ومنطقة الجبلين تروى عنه القصص الشعبية ويذكر في أشعارهم وأحياناً يذكر بالكنية «قصقيص» الشبرمي لكن هذا المسمى لسيفه الشهير.

وهو القائل:
أتى إلى الشبارمة قوم أخذوا إبلاً لأهل القصيم فاتبعهم أهلها حتى أدركوهم في سميراء فالتجاؤا ببيت الشبرمي وتركوا الإبل لاهلها فلم يقنعوا بل طالبوا الشبرمي بإخراجهم من قصره، وعدم إيوائهم فامتنع عن تسليم ضيوفه فهددوه بأن حجيلان بن حمد أمير القصيم في ذالك الزمن سيعاقبه، فسمعت بنت الشبرمي كلامهم فخشيت، أن يسلم والدها ضيوفه فطرقت جدار المجلس فقام والدها لينظر ما تريد، ولم يخطر بباله أنه يسلم ضيوفه فأنشدته هذه الأبيات :
تعني مرشد الشبرمي وسيفه قصقيص الذي سطا به على العديد من الرجال.

## نسبه
مرشد بن سالم بن مانع الشبرمي الوهيبي الحنظلي التميمي، و الشبارمة فخذ من الوهبة، والوهبة بطن من بني طهية من بني حنظلة من بني تميم.